# Guillermo Zúñiga Martínez
Guillermo Héctor Zúñiga Martínez (18 de diciembre de 1942-23 de abril de 2015) fue un político mexicano y miembro del Partido Revolucionario Institucional (PRI) que prestó servicios en la Cámara de Diputados de México.

## Carrera profesional
Zúñiga fundó y fue el primer presidente del Instituto Oratorio Belisario Domínguez en su Veracruz natal. Trabajó como profesor de historia y educación cívica en la escuela secundaria Hidalgo, en la escuela secundaria Erasmo Castellanos Quinto, en una escuela sefardí y en el Instituto Nacional de la Juventud (INJUVE).
Después de terminar su licenciatura en derecho en la Universidad Nacional Autónoma de México, trabajó como abogado consultor en la Dirección de Asuntos Legales de la Secretaría de Gobernación, como abogado consultor en la Dirección de Asuntos Jurídicos de la Presidencia mexicana y como director estatal de educación, el más joven de la historia, durante la gobernación de Rafael Hernández. Actualizó la ley de educación y creó los Centros de Estudios Superiores de Educación Rural, la Universidad Pedagógica de Veracruz y el Instituto de Normalización Pedagógica.
Fue nombrado Ministro de Educación y Cultura de Veracruz bajo el gobernador Fernando Gutiérrez Barrios y nuevamente bajo Patricio Chirinos Calero,  y renunció para hacer lo que sería una candidatura exitosa para el presidente municipal de Xalapa, la capital del estado. Continuó su carrera política sirviendo como congresista local y federal. Mientras estuvo en el Congreso local, Zúñiga fue el presidente del congreso y presidente de la rama legislativa del gobierno en Veracruz. Sirvió en la LVI Legislatura del Congreso de la Unión de México.
Dirigió las campañas del candidato presidencial Roberto Madrazo Pintado en Veracruz y la campaña para gobernador de Fidel Herrera Beltrán. También dirigió el comité estatal del Partido Revolucionario Institucional (PRI).
Desde 2011 hasta su muerte, luchó duro para crear una nueva universidad en el estado de Veracruz, México, nombrada UPAV (Universidad Popular Autónoma de Veracruz), convirtiéndose en su rector fundador. Sin embargo, la UPAV ha sido perseguida con preocupaciones sobre la validez de sus grados. En 2014, el gobierno del estado de Oaxaca advirtió que los títulos de UPAV no tenían valor fuera del estado de Veracruz. En 2013, un grupo de exalumnos de UPAV en Coatzacoalcos afirmó públicamente que, dado que las universidades no aceptaban los títulos de UPAV y los cursos, la institución estaba defraudando a los estudiantes.
A Zúñiga le sobreviven su esposa Guillermina, y sus hijos, Américo (expresidente municipal de Xalapa), Guillermo y Anilú Zúñiga Martínez.